# Dušan Marković (ur. 1998)
Dušan Marković (serb. cyr. Душан Марковић; ur. 3 kwietnia 1998 w Smederevskiej Palance) – serbski piłkarz występujący na pozycji. Były młodzieżowy reprezentant Serbii.

## Sukcesy

### Klubowe
Sheriff Tyraspol
- Mistrz Mołdawii: 2020/2021